# Студентката
„Студентката“ (L'Étudiante) е френска романтична комедия от 1988 г. режисирана от Клод Пиното и с участието на Софи Марсо, Венсан Линдон и Елизабет Витали. Със снецарий на Клод Пиното и Даниеле Томпсън, филмът разказва за амбициозна преподаваща студентка, която се подготвя за своя краен изпит. Нейната подготовка е прекъсната от страстна връзка с джаз музикант.

## Сюжет
21-годишната Валентин (Софи Марсо) е гимназиална учителка, подготвяща се за нейния неимоверно важен учителски изпит. Тя среща Едуар (Венсан Линдон), джаз музикант с мечтата да стане композитор. Въпреки коренно различните си кариерни планове и ангажименти те започват страстна връзка. Двамата се опитват с усилия да си организират срещи в натоварения си график. Двойката изпитва трудности да разбере амбициите и нуждите на половинката си. По време на финалния си устен изпит, Валентин сравнява „Мизантроп“ на Молиер с любовта си към Нед.

## В ролите
| Изпълнител      | Роля               |
| --------------- | ------------------ |
| Софи Марсо      | Валентин Езкуера   |
| Венсан Линдон   | Едуар Жансен (Нед) |
| Елизабет Витали | Селин              |
| Жан-Клод Леге   | Чарли              |
| Елена Помпей    | Патриция           |